# 마이크로닉스
마이크로닉스(Micronics, マイクロニクス)는 1980년대와 1990년대 일본의 비디오 게임 개발사였다. 대부분 아케이드 게임을 패밀리 컴퓨터로 포팅했다. 많은 비디오 게임 개발자와 마찬가지로 마이크로닉스는 게임에 자체 이름을 밝히지 않고 대신 비디오 게임 배급사의 이름만 표시했다(세가 메가 드라이브의 슈퍼 발리볼 제외).
이 회사는 게임 업계에서 잘 알려지지 않았지만 89 Dennou Kyusei Uranai와 같은 무명 타이틀을 제작했다. 가즈오(카조) 야기는 NES 시대 게임의 주요 프로그래머였다. 회사는 고토 츠구토시, 노무라 키미오, 히사이시 조 등 게임 음악을 작곡하기 위해 전문 음악가를 고용했다.
이 회사는 다시 신용을 얻지 못한 채 SNES 게임 개발을 시작했다. 그러나 일부 게임의 ROM에는 카오스(Khaos)가 포함되어 있는데, 이는 SNES 게임을 개발하는 동안 마이크로닉스의 이름으로 추정된다.

## 비디오 게임

### 패밀리 컴퓨터
- 1942 (비디오 게임)
- 아테나 (비디오 게임)
- 엘리베이터 액션
- 마계촌
- 이카리 워리어즈
- 슈퍼 핏폴

### SNES
- 라이덴 (비디오 게임)